# Крестьянская Застава (станция метро)
«Крестья́нская Заста́ва» — станция Московского метрополитена на Люблинско-Дмитровской линии. Связана пересадкой со станцией «Пролетарская» на Таганско-Краснопресненской линии. Расположена в Таганском районе (ЦАО) под площадью Крестьянской Заставы, по которой и получила своё название. Открыта 28 декабря 1995 года в составе участка «Чкаловская» — «Волжская». Колонно-стеновая трёхсводчатая станция глубокого заложения с одной островной платформой.

## История
Станция открыта 28 декабря 1995 года в составе участка «Чкаловская» — «Волжская», после открытия которого в Московском метрополитене стало 157 станций.

## Вестибюли и пересадки
У станции один подземный вестибюль, являющийся совмещённым со станцией Таганско-Краснопресненской линии «Пролетарская», через него же осуществляется переход между станциями (по аналогии со станциями «Парк культуры» Сокольнической и Кольцевой линий). Вестибюль соединён эскалатором с южным торцом центрального зала. Пересадка была открыта 23 июля 1997 года — на полтора года позже станции.

## Архитектура и оформление
Конструкция станции — колонно-стеновая трёхсводчатая глубокого заложения. Станция была сооружена по новому проекту, без подплатформенных помещений, её колонны и путевые стены опираются на монолитную железобетонную плиту. «Крестьянская Застава» является первой станцией метро колонно-стенового типа в Московском метрополитене. По её проекту построены более поздние станции этого типа, все из которых расположены на Люблинско-Дмитровской линии: «Дубровка», «Трубная», «Достоевская».
Оформление станции посвящено теме крестьянского труда. Путевые стены, а также стены между центральным залом и платформами облицованы светлым мрамором. Стены между центральным залом также украшены панно в технике римской мозаики (художники Н. И. Андронов, Ю. А. Шишков). Пол выложен серым и чёрным гранитом. Станция освещается люминесцентными светильниками, скрытыми в нишах за карнизом свода станции.

## Станция в цифрах
Суточный пассажиропоток через вестибюль на 2002 год составлял 7 800 человек, пересадочный пассажиропоток на 1999 год составлял 120 300 человек в сутки.
- Таблица времени прохождения первого поезда через станцию[1]:

| По чётным числам             | Будние дни | Выходные дни |
| По нечётным числам           | Будние дни | Выходные дни |
| В сторону станции «Римская»  | 05:46:00   | 05:46:00     |
| В сторону станции «Римская»  | 05:46:00   | 05:46:00     |
| В сторону станции «Дубровка» | 05:58:00   | 05:58:00     |
| В сторону станции «Дубровка» | 05:58:00   | 05:58:00     |

## Наземный общественный транспорт
На этой станции можно пересесть на следующие маршруты городского пассажирского транспорта:
- Автобусы: е80, 766, с835, 984, т27, н5
- Трамваи: А, 12, 38, 43

## Галерея
| - Посадочная платформа - Фрагмент стены - Название на путевой стене - Мозаики на колонне - Выход в город - Мозаики на колоннах (коллаж) |